# Cuộc di cư Việt Nam (1954)

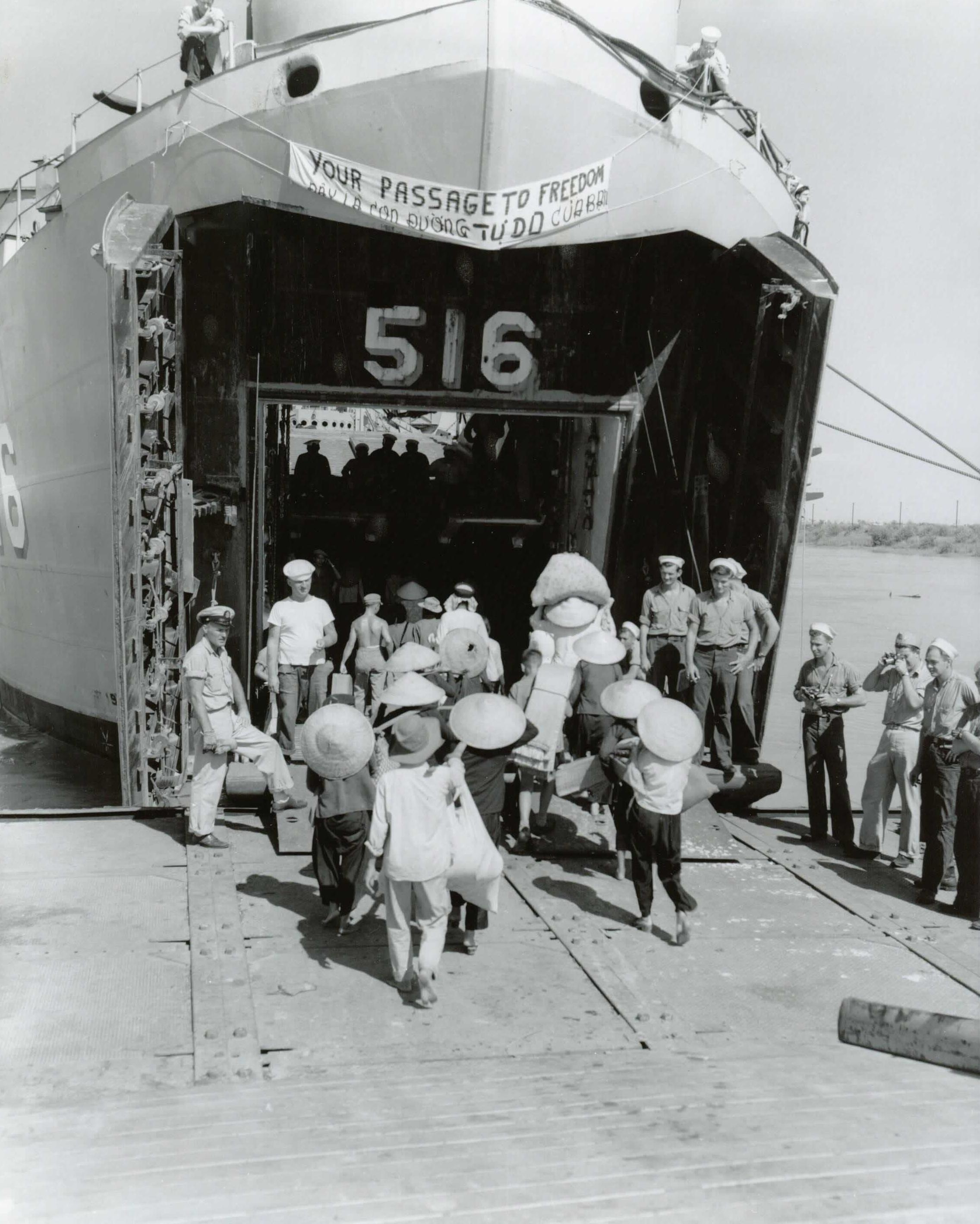
Khoảng một triệu người dân miền Bắc (khoảng 800 ngàn trong đó là người Công giáo) di cư đến miền Nam Việt Nam trong những năm 1954–1955 theo những chuyến tàu do Pháp và Mỹ tổ chức

Cuộc di cư năm 1954 (tiếng Anh: Operation Passage to Freedom, Chiến dịch Con đường đến Tự do) là một cuộc di cư của gần một triệu người Việt từ miền Bắc Việt Nam (vùng tập kết quân sự do Việt Nam Dân chủ Cộng hòa kiểm soát) đến miền Nam Việt Nam (vùng tập kết quân sự do Liên hiệp Pháp quản lý) trong những năm 1954–1955. Gần 310.000 người được đưa đến miền Nam bởi Hải quân Hoa Kỳ, và 500.000 dân được đưa bởi quân đội Pháp và Quốc gia Việt Nam Sau khi chiến dịch Điện Biên Phủ đại thắng quân Pháp, Hiệp định Genève được ký kết nhằm khôi phục lại hòa bình ở Đông Dương. Hiệp định nêu rằng sông Bến Hải, vĩ tuyến 17 Bắc được dùng làm giới tuyến quân sự tạm thời, chia Việt Nam thành hai vùng tập kết quân sự: quân đội Việt Nam Dân chủ Cộng hòa tập trung tại miền Bắc, còn quân đội khối Liên hiệp Pháp tập trung tại miền Nam, các lực lượng chính trị được ở nguyên tại chỗ. Tập kết dân sự được diễn ra theo nguyên tắc tự nguyện. Sự phân chia ban đầu chỉ là tạm thời và dự định sẽ có một cuộc tổng tuyển cử vào năm 1956 nhằm thống nhất hai miền dưới một chính phủ.
Khoảng 700.000 đến một triệu người từ miền Bắc di cư vào Nam (tính đến tháng 10/1955 thì có 885.480 người di cư vào Nam, trong số đó 676.348 (chiếm 76,3%) là người Công giáo), còn tính đến đầu năm 1956 thì có 927.000 người di cư vào Nam, trong đó có 794.000 giáo dân, chiếm 85,6%). Trong khi đó, có khoảng 45.000 - 85.000 dân thường và 100.000 binh sĩ chính quy của Việt Minh tập kết ra miền Bắc.

## Bối cảnh
Sau trận Điện Biên Phủ, Hiệp định Genève được ký kết giữa Việt Nam Dân chủ Cộng hòa và Pháp, tạm thời chia đôi Việt Nam thành hai vùng tập trung quân sự tại vĩ tuyến 17. Hệ thống bộ máy dân sự và lực lượng quân sự của chính quyền Việt Nam Dân chủ Cộng hòa được tập trung ở miền Bắc và hệ thống bộ máy dân sự và lực lượng quân sự của chính quyền Liên hiệp Pháp được tập trung ở miền Nam, chờ ngày tổng tuyển cử tự do dự kiến sẽ xảy ra vào ngày 20 tháng 7 năm 1956. Điều 14 phần (d) của Hiệp định cho phép người dân ở mỗi phía di cư đến phía kia và yêu cầu phía quản lý tạo điều kiện cho họ di cư trong vòng 300 ngày sau thoả hiệp đình chiến (Điều 2), tức chấm dứt vào ngày 19 tháng 5 năm 1955. Dân Hà Nội có 80 ngày, Hải Dương có 100 ngày, còn Hải Phòng, điểm cuối cùng tập trung để di cư có 300 ngày.
Điều 14d của Hiệp định đình chỉ chiến sự quy định: "Trong thời gian từ khi Hiệp định có hiệu lực đến ngày hoàn thành việc chuyển quân nếu có những thường dân ở một khu kiểm soát của bên này muốn sang ở vùng giao cho bên kia thì nhà chức trách của khu trên phải cho phép và giúp đỡ sự di chuyển đó."
Để giám sát thực thi hiệp định, Ủy hội Quốc tế Kiểm soát Đình chiến được thành lập theo điều 34 của hiệp định với đại diện của ba nước Ấn Độ, Ba Lan, và Canada.

## Di cư vào Nam

### Nguyên nhân

#### Hoạt động tâm lý chiến của CIA

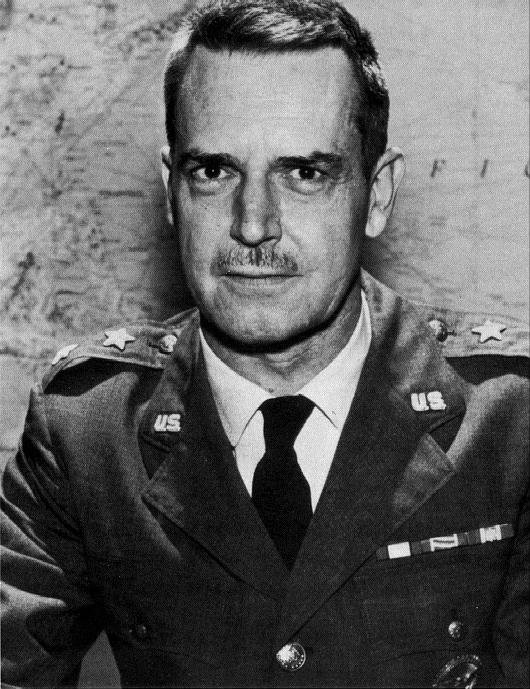
Tướng Edward Lansdale, chỉ huy chiến dịch tâm lý chiến của Mỹ ở Việt Nam

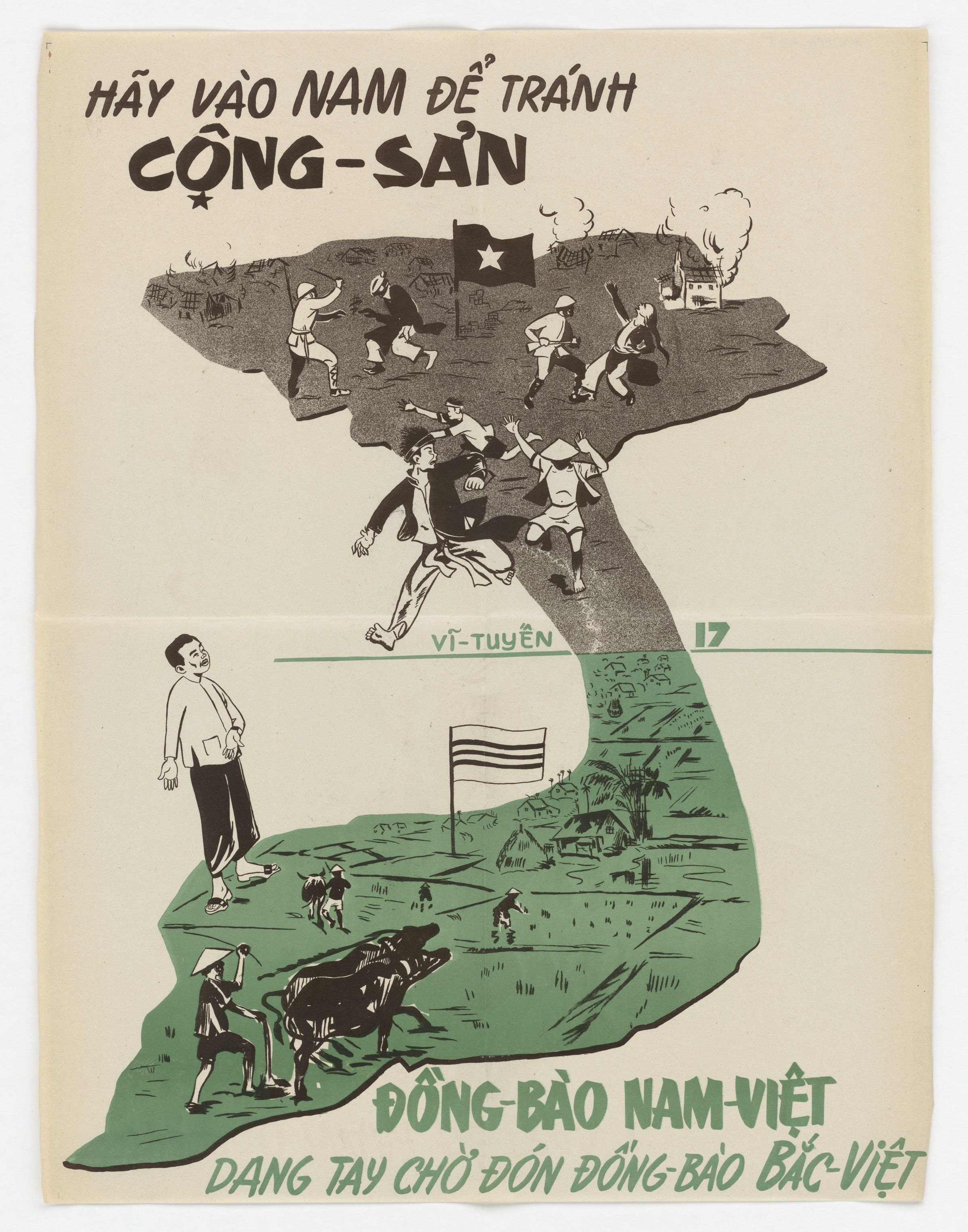
Áp phích tuyên truyền người miền Bắc di cư vào Nam được sử dụng trong Chiến dịch do Hoa Kỳ tổ chức

Nhiều người cho rằng những người Công giáo Việt Nam đã bị chính quyền Pháp, Mỹ và thân Mỹ cưỡng bức hay "dụ dỗ di cư". Theo các tài liệu của Mỹ, trong thời gian này Edward Lansdale, chuyên gia tình báo Mỹ hoạt động tại miền Bắc Việt Nam, có nhiệm vụ làm suy yếu Việt Nam Dân chủ Cộng hòa bằng mọi cách có thể. Lansdale và nhóm của ông đã thực hiện một chiến dịch tuyên truyền miêu tả rằng các điều kiện sắp tới dưới chính quyền Việt Minh sẽ ác nghiệt hết mức có thể. Nhưng một nghiên cứu cho thấy hầu như không ai trong số những người được phỏng vấn từng thấy truyền đơn hay tài liệu nào kêu gọi di cư vào Nam. Họ ra đi vì tác động của cha xứ, những câu chuyện truyền miệng, hoặc vì lý do cá nhân chứ không phải vì chịu tác động của các truyền đơn tuyên truyền chống Cộng.
Từ lâu người ta đã biết rằng Lansdale và cấp dưới của mình là Lucien Conein tiến hành một chiến dịch chiến tranh tâm lý nhằm khuyến khích cư dân miền Bắc – đặc biệt là dân Công giáo – chuyển đến miền Nam. Truyền đơn được thả từ máy bay, các nhà "chiêm tinh" được yêu cầu soạn lịch dự báo "số phận thảm khốc cho giới lãnh đạo Cộng sản và đội ngũ dưới quyền", đồng thời những tin đồn đáng sợ về kế hoạch của Việt Minh được lan truyền. Theo nhiều người, những áp phích và khẩu hiệu mà nhóm của Lansdale đặt ra – "Chúa đã vào miền Nam" và "Đức Mẹ đồng trinh đã rời miền Bắc" – có ảnh hưởng quyết định đến tư duy của những thường dân Công giáo Việt Nam.
Edward Lansdale đã mô tả chiến dịch tuyên truyền thành công của mình như sau:
Nếu những năm 1949-1953, các linh mục đã biến Giáo dân hiền lành thành những binh lính cuồng nhiệt nhờ khẩu hiệu "Tiêu diệt Cộng sản", thì họ cũng chẳng khó khăn gì trong việc tạo ra cuộc "Xuất hành vĩ đại" vào những năm 1954-1955. Hiển nhiên là người nông dân Việt Nam sống gắn bó với ruộng đất của tổ tiên, với mái nhà, với mảnh vườn, với nhà thờ và làng xóm hơn nông dân ở các nước khác nhiều. Nhưng họ lại dám từ bỏ tất cả mọi sự để bảo vệ đức tin, nhất là khi các cha xứ của họ lại bảo đảm với họ rằng tại Miền Nam có một vị thủ tướng Công giáo (Ngô Đình Diệm) đang chờ đón họ và sẽ cấp cho họ những vùng đất phì nhiêu để làm ăn. Và khối dân chúng một khi đã bước chân ra đi, thì không gì có thể ngăn cản họ lại.

#### Lý do chính trị và kinh tế

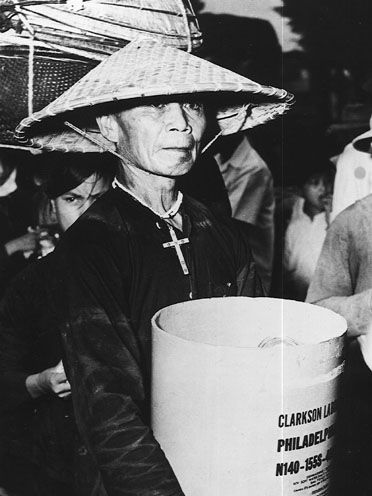
Một người Thiên Chúa giáo di cư từ miền Bắc nhận đồ dùng do Mỹ phân phát

Theo tuần báo Time, những người di cư vào miền Nam, đặc biệt những người Công giáo Việt Nam, cho rằng họ đã bị đàn áp tôn giáo dưới chính quyền Việt Nam Dân chủ Cộng hòa.
Nhiều người thật sự ra đi vì lý do kinh tế và chính trị: họ là những người làm việc cho Pháp, hay giới tư sản không có cảm tình với chính phủ Việt Minh. Họ ra đi vì sợ bị Việt Minh trả thù. Việc Ngô Đình Diệm, một người Công giáo, trở thành Thủ tướng Quốc gia Việt Nam rồi Tổng thống Việt Nam Cộng hòa cũng thúc đẩy người Công giáo di cư vào Nam với hy vọng họ sẽ được một người đồng đạo bảo vệ. Một số người di cư vì sợ nạn đói sẽ xảy ra tại miền Bắc như năm 1945 và hy vọng khi vào Nam họ sẽ có cuộc sống sung túc hơn. Trên thực tế, sự lo sợ của họ đã bị thổi phồng khi không có một nạn đói hay đợt trả thù nào ở miền Bắc. Một số người khác có họ hàng tại miền Nam.

#### Lý do tôn giáo
Nhiều người Bắc di cư lo sợ rằng khả năng thực hành tín ngưỡng của họ có thể bị hạn chế dưới chính quyền Việt Minh. Ngoài ra, nỗi sợ này còn được củng cố bởi những trải nghiệm trước đó của nhiều cộng đồng Thiên chúa giáo miền Bắc khi nhiều lần trong lịch sử, nhà Nguyễn đã công khai chống lại các hoạt động của Thiên chúa giáo. Bên cạnh đó, giữa Việt Minh và Giáo hội Thiên chúa giáo có mâu thuẫn vì Giáo hội ủng hộ quân Pháp. Trên thực tế, sau năm 1954, không hề có đàn áp Thiên chúa giáo ở miền Bắc như họ lo sợ.

#### Sự tác động của giới tu sĩ Thiên chúa giáo
Trong nhiều cộng đồng Thiên chúa giáo thời Pháp thuộc, các linh mục giữ vai trò lãnh đạo về dân sự và tinh thần. Tại nhiều vùng nông thôn, tín đồ Thiên chúa giáo rất nghe lời giới tu sĩ. Các linh mục thường sử dụng các buổi lễ để kêu gọi di cư vào Nam. Nhiều linh mục đã sử dụng các lập luận để thuyết phục các tín đồ, nhưng cũng có nhiều linh mục cũng đã tạo ra nỗi sợ hãi về một viễn cảnh không tươi sáng dưới thời Việt Minh lãnh đạo. Một số linh mục dọa tín đồ của mình rằng nếu không đi thì họ sẽ phải hứng chịu bom Mỹ đánh phá miền Bắc. Thậm chí, có người tuyên bố: "Chúa đã vào Nam" để lôi kéo người dân theo mình. Một số người chỉ tuyên bố: "Ngày mai cha và một số người sẽ vào Nam" hoặc "Cha sẽ đi Nam" đối với những tín đồ đang lưỡng lự. Đây là lý do khiến nhiều người được hỏi trả lời là họ tự nguyện vào Nam. Có một điểm cần chú ý là tỷ lệ tu sĩ di cư lớn hơn tỷ lệ tín đồ di cư. Các tín đồ thường đi theo các linh mục và ở lại nơi mà linh mục kết thúc chuyến hành trình. Những tín đồ nghèo thường dễ bị tác động hơn do họ không có tài sản ở miền Bắc, những người có tài sản họ thường không muốn mất tài sản do ra đi và do họ có tri thức cao hơn những người nghèo nên thời gian cân nhắc lâu hơn và nhiều người có suy nghĩ lý tính nên sự tác động của giới tu sĩ tới họ là ít hơn.

### Phản ứng củaViệt Nam Dân chủ Cộng hòa
Việt Nam Dân chủ Cộng hòa chỉ thực hiện hoạt động kiên trì giải thích, thuyết phục người dân nên ở lại quê hương. Lực lượng Công an đã kết hợp với cán bộ chính trị cấp xã phổ biến cho đồng bào công giáo về chính sách tự do tín ngưỡng, chính sách vùng mới giải phóng của Đảng Lao động Việt Nam và Chính phủ Việt Nam Dân chủ Cộng hòa kết hợp vạch trần luận điệu của kẻ địch vu cáo những người cộng sản cấm đạo, vạch rõ âm mưu thâm độc của đối phương, tiến hành tổ chức mít tinh chống Mỹ- Diệm...Ngoài ra, phía Việt Nam Dân chủ Cộng hòa tích cực giúp đỡ những gia đình giáo dân đang gặp khó khăn như: Tu sửa lại nhà cửa, ổn định đời sống, phát triển sản xuất...

### Tiến trình

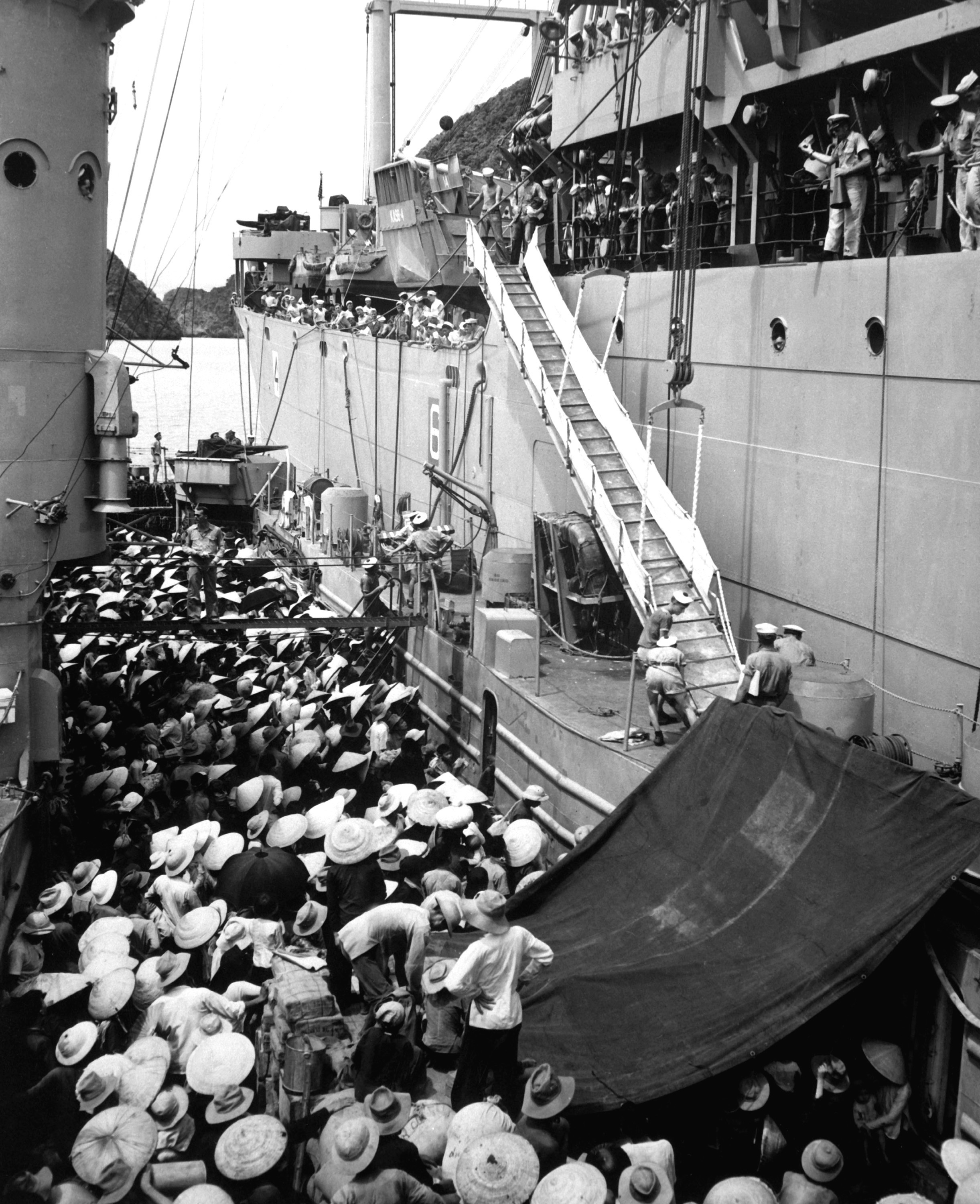
Tàu USS Montague của Hoa Kỳ đang chuẩn bị đón người di cư tại cảng Hải Phòng

Người Công giáo tại miền Bắc bắt đầu di cư về các thành phố lớn như Hà Nội, Hải Phòng trước khi Hiệp định Genève được công bố, khi quân đội Pháp rút khỏi các giáo xứ Bùi Chu, Phát Diệm để củng cố hành lang Hà Nội - Hải Phòng sau thất bại tại Điện Biên Phủ. Khi Hiệp định Genève được công bố, nhiều người dân miền Bắc bắt đầu di cư vào Nam.
Có những cáo buộc rằng những tờ bích chương và tờ bướm do Ủy hội Quốc tế Kiểm soát Đình chiến in và trao cho hai bên phổ biến cho dân chúng biết về quyền tự do di tản thì không được chính quyền Việt Nam Dân chủ Cộng hoà phân phát. Ủy hội Quốc tế Kiểm soát Đình chiến đã mở cuộc điều tra đơn khiếu nại của Việt Nam Dân chủ Cộng hoà về hành động cưỡng bách di cư. Trong số 25.000 người Ủy hội tiếp xúc, không có ai nhận là họ bị "cưỡng bách di cư" hay muốn trở về Bắc cả.
Ngoài những người di cư vào Nam đa phần là người Công giáo vì nhiều lý do khác nhau (khoảng 800 ngàn trên tổng số 1 triệu người di cư từ Bắc vào Nam là người Công giáo), số còn lại là những người thuộc khuynh hướng chính trị chống Cộng sản, những người có liên hệ với chính quyền Pháp hay chính phủ quốc gia, thành phần tư sản thành thị và những gia đình nông thôn lo ngại vì chính sách mới của Việt Minh. Thêm vào đó là những người thuộc dân tộc thiểu số đã từng theo quân đội Pháp chống Việt Minh. Trong đó có khoảng 45.000 người Nùng vùng Móng Cái và 2.000 người Thái và Mèo từ Sơn La và Điện Biên.
Ngày 9 tháng 8 năm 1954, chính phủ Quốc gia Việt Nam của tân Thủ tướng Ngô Đình Diệm lập Phủ Tổng ủy Di cư Tỵ nạn ở cấp một bộ trong nội các với ba nha đại diện, một ở miền Bắc, một ở miền Trung và một ở miền Nam để xúc tiến định cư. Thêm vào đó là Ủy ban Hỗ trợ Định cư, một tổ chức cứu trợ tư nhân giúp sức.
Đối với sinh viên đại học, Bộ Tư lệnh Pháp dành 12 chuyến bay trong hai ngày 12 và 13 Tháng Tám đưa khoảng 1200 sinh viên miền Bắc vào Nam. Ước tính chỉ khoảng 1/3 ở lại còn 2/3 chọn di cư.
Vì không có đủ phương tiện cho những người di cư vào Nam nên chính quyền Pháp và Bảo Đại phải kêu gọi các nước khác giúp chuyên chở và định cư. Các chính phủ Anh, Ba Lan, Tây Đức, Nam Hàn, Hoa Kỳ, Nhật, Philippines, New Zealand, Trung Hoa Dân Quốc, Úc và Ý hưởng ứng cùng các tổ chức UNICEF, Hồng Thập Tự, Catholic Relief Services (CRS), Church World Services (CWS), Mennonite Central Committee (MCC), International Rescue Committee (IRC), CARE và Thanh thương Hội Quốc tế.
Ngày 4 tháng 8 năm 1954 cầu hàng không nối phi trường Tân Sơn Nhất, Sài Gòn trong Nam với các sân bay Gia Lâm, Bạch Mai, Hà Nội và Cát Bi, Hải Phòng ngoài Bắc được thiết lập. Nỗ lực đó được coi là cầu không vận dài nhất thế giới lúc bấy giờ (khoảng 1.200 km đường chim bay). Sân bay Tân Sơn Nhất trở nên đông nghẹt; tính trung bình mỗi 6 phút là một máy bay hạ cánh và mỗi ngày có từ 2000 đến 4200 người di cư tới. Tổng kết là 4280 lượt hạ cánh, đưa vào 213.635 người.
Ngoài ra, một hình ảnh quen thuộc với người dân tỵ nạn là "tàu há mồm" (tiếng Anh: Landing Ship, Tank - viết tắt là LST) đón người ở trên bờ rồi chuyển ra tàu lớn neo ngoài hải phận miền Bắc. Các tàu thủy vừa hạ xuống, hàng trăm người đã giành lên. Các tàu của Việt Nam, Pháp, Anh, Hoa Kỳ, Trung Hoa, Ba Lan... giúp được 555.037 người "vô Nam". "Nam" được hiểu là cả dải duyên hải miền Nam Việt Nam, từ Đà Nẵng tới Vũng Tàu. Vì số người di cư quá đông, Cao uỷ Pháp đã xin gia hạn thêm ba tháng và phía Hà Nội đã thoả thuận nên ngày cuối cùng thay vì là ngày 19 tháng 5 được đổi thành ngày 19 tháng 8. Trong thời gian gia hạn, thêm 3.945 người đã vượt tuyến vào Nam. Chuyến tàu thủy cuối cùng của cuộc di cư cập bến Sài Gòn vào ngày 16 tháng 8.
Thêm vào đó, còn tới 102.861 người tự tìm đường bộ hoặc ghe thuyền và phương tiện riêng.
Đến tháng 10/1955, theo số liệu của Việt Nam Cộng hòa có 676.348 tín đồ Công giáo (76,3% tổng số người miền Bắc di cư), 209.132 tín đồ Phật giáo (23,5%) và 1.041 tín đồ Tin Lành (0,2%) di cư vào Nam. Tính đến giữa năm 1954 và 1956, trên 1 triệu người đã di cư từ Bắc vào Nam, trong đó có khoảng 800.000 người Công giáo, tức khoảng 2/3 số người Công giáo ở miền Bắc đã bỏ vào Nam.
Để thực hiện di cư, Chính phủ Mỹ cho nhiều máy bay và 41 tàu chiến của Hạm đội 7 chở người di cư vào Nam và cung cấp 55,785 triệu đô la cho việc tái định cư họ.

### Định cư
Việc tái định cư cho những người từ Bắc vào đã trở thành yêu cầu cấp bách với chính quyền Ngô Đình Diệm. Vào thời điểm đặt chân đến miền Nam, vị thế của những người miền Bắc di cư tại nơi ở mới được quyết định bởi mối quan hệ của họ với chính quyền Ngô Đình Diệm. Sự xuất hiện quá nhiều của những người Thiên chúa giáo trong lực lượng quân đội và dân sự của chính quyền Diệm luôn là một trong những chủ đề trong các cuộc tranh luận về vai trò của người miền Bắc di cư năm 1954. Sự hiện diện quá mức của những người Thiên chúa giáo này ảnh hưởng sâu sắc lên tiến trình chính trị của Việt Nam Cộng hòa cả trong và sau thời kỳ Ngô Đình Diệm.
Nhiệm vụ hòa nhập người Bắc di cư vào miền Nam buổi sơ khai không đơn thuần là trách nhiệm của chính quyền Ngô Đình Diệm. Đa số người di cư là người Thiên chúa giáo nên Giáo hội Thiên chúa giáo ở miền Nam cũng phải đối phó với những thách thức gắn liền với việc đồng hóa một đoàn người Công giáo nhập cư có quy mô còn lớn hơn cả bản thân giáo hội miền Nam. Theo thống kê của Hoa Kỳ, vào năm 1954 cả Việt Nam có hơn 1,9 triệu tín đồ Thiên chúa giáo, trong đó hơn 1,4 triệu người ở miền Bắc và gần 900.000 người đã vào Nam trong khi có 140.000 người Thiên chúa giáo ở miền Nam ủng hộ Việt Minh lại di cư ra Bắc. Giáo hội miền Nam còn gặp khó khăn khi văn hóa của các tín đồ hai miền rất khác nhau. Thái độ lo sợ bị những người phi Thiên chúa giáo đe dọa và biệt lập tôn giáo của những người miền Bắc lớn hơn những người miền Nam do Pháp đã cố tình tạo ra mâu thuẫn tôn giáo ở miền Bắc nhiều hơn ở miền Nam và cũng do nhà Nguyễn không ủng hộ Thiên chúa giáo. Ngoài những khó khăn thì Giáo hội có một thuận lợi là tất cả tín đồ đều theo một hệ thống giáo điều và nghi lễ.

#### Giai đoạn tạm cư
Số người di cư tạm trú ở nhiều trại tạm cư trong vùng Sài Gòn. Kế hoạch định cư tính từng nhóm 1000 đến 3000 người để đưa về quê. Dân miền biển làm nghề cá thì chuyển ra vùng duyên hải. Chính phủ Hoa Kỳ trích một số tiền viện trợ qua cơ quan USOM mua nông cụ, trâu bò và một số vật liệu xây cất để giúp người di cư, tập trung ở vùng Cái Sắn. Trong hai năm ngân sách là 93 triệu Đô la Mỹ với 77.000 ha khai phá được chuyển cho 100.000 dân di cư đến canh tác. Tính đến giữa năm 1957 thì đã lập nên 319 làng di cư làm nơi định cư cho khoảng 450.000 người. Số còn lại hòa mình vào Đô thành Sài Gòn.
Việc chỉ có 300 ngày để di cư trong khi số lượng người di cư rất lớn khiến chính quyền Ngô Đình Diệm phải xây 42 trung tâm tạm cư. Các trạm này sử dụng các công trình công cộng có sẵn như trại lính Pháp, nhà thờ, một số trường dòng. Hàng ngàn người đã ở trong các lều tạm ở sân bay Tân Sơn Nhất và trường đua Phú Thọ.

#### Giai đoạn chuyển sang các vùng định cư lâu dài
Những người di cư sẽ được chuyển tới các vùng ven Sài Gòn để tiến hành tái định cư, chỉ một số ít tự lựa chọn điểm đến, đa phần đi theo giới tăng lữ hoặc do chính quyền Ngô Đình Diệm sắp xếp. Ngay từ tháng 8 năm 1954, chính quyền Diệm đã trao cho giám mục Phêrô Maria Phạm Ngọc Chi một khu đất 25.000 ha để cho giáo xứ Bùi Chu tái định cư ở Xuân Lộc và Biên Hòa. Với sự hỗ trợ của Hoa Kỳ, Diệm đã xây 40 làng mới với 2.500 dân/làng. Đối với giáo xứ Phát Diệm, chính quyền Sài Gòn và giám mục Tađêô Lê Hữu Từ chủ trương đưa họ tới Gia Kiệm, tới tháng 4/1954, số dân ở đây đã là gần 500.000 người. Tới tháng 12/1955, chính quyền Sài Gòn đã thiết lập được 257 khu tái định cư. Việc thiết lập các khu tái định cư là để tránh mâu thuẫn về văn hóa và mâu thuẫn kinh tế giữa người di cư và người bản địa, đồng thời cũng giảm áp lực gia tăng dân số lên hệ thống dịch vụ sẵn có từ trước.

#### Giai đoạn củng cố các khu tái định cư thành tiền đồn chống Cộng
Đối với các khu tái định cư, chính quyền Sài Gòn đặt ra những mục tiêu về kinh tế, chính trị và an ninh nhất định. Ngô Đình Diệm sử dựng lực lượng người di cư để xây dựng tiềm lực kinh tế ở những nơi họ đặt chân đến. Ngô Đình Diệm muốn đây là những vùng đất trung thành với mình và sẵn sàng chống Cộng sản nhất. Những khu tái định cư thường được bố trí ở những vị trí chiến lược, cửa ngõ vào các đô thị lớn. Đặc biệt, để giữ Tây Nguyên, Ngô Đình Diệm đã tổ chức rất nhiều khu tái định cư ở gần Buôn Mê Thuột, Pleiku và Đà Lạt. Nhiều tín đồ di dân đã miễn cường thực hiện kế hoạch của Diệm do họ nhận thấy nơi ở mới điều kiện không bằng các đô thị, họ phải trực tiếp đối mặt với lực lượng của các giáo phái như Cao Đài, Hòa Hảo, thậm chí là cả Việt Minh (Hiệp định cho phép tập hợp chính trị tại chỗ). Tại khu vực Đồng bằng Sông Cửu Long, nơi mà Việt Minh rất mạnh, chính quyền Diệm cũng tổ chức tái định cư tại đây. Ngô Đình Diệm muốn tạo ra các vành đai thép để bảo vệ Sài Gòn. Đây chính là bước mở đầu cho các ấp chiến lược với các đồn bốt xung quanh làng.

### Đặc điểm của những người miền Bắc di cư
Thứ nhất, họ khá thụ động trong quá trình di cư và quyết định số phận của họ. Một số người cho rằng những người Thiên chúa giáo di cư là do bị dụ dỗ để trở thành bức tường chắn thực sự nhằm bảo vệ cho chế độ Sài Gòn trước những mối đe dọa bên trong lẫn bên ngoài. Lịch sử Giáo hội Thiên chúa giáo Việt Nam thường bỏ qua những mâu thuẫn nội bộ giữa những người Thiên chúa từ Bắc vào với những người Thiên chúa tại miền Nam cũng như những sự kiện sau khi hợp nhất cộng đồng người Thiên chúa miền Bắc di cư và người Thiên chúa miền Nam. Đồng thời nhiều người đã di cư vì nghe theo lời và làm theo hành động của các linh mục và giới tăng lữ.
Thứ hai, 75% số lượng người di cư Thiên chúa giáo đến từ hai giáo phận là Bùi Chu (Nam Định) và Phát Diệm (Ninh Bình). Số lượng này một phần do hai giám mục Tađêô Lê Hữu Từ và Phêrô Maria Phạm Ngọc Chi, kể từ cuối thập niên 1940 đã trở thành kẻ thù không đội trời chung của Việt Minh. Các giám mục này có đội quân bán vũ trang của riêng mình và luôn chiến đấu bên cạnh người Pháp để chống Việt Minh.
Thứ ba, hoạt động di cư của cộng đồng Thiên chúa giáo bắt đầu từ trước khi Hiệp định Genève được ký. Với thắng lợi của Việt Minh, họ lo sợ bị trả thù mặc dù sau đó lịch sử cho thấy là không có bất kỳ cuộc trả thù nào. Bên cạnh đó, sau thất bại ở Điện Biên Phủ, Pháp cũng muốn di chuyển lực lượng của mình từ các giáo khu Phát Diệm và Bùi Chu nhằm củng cố hành lang kiểm soát quan trọng của Pháp từ Hà Nội đến Hải Phòng. Các giám mục Tađêô Lê Hữu Từ và Phêrô Maria Phạm Ngọc Chi cũng đã ra đi cùng lực lượng bán vũ trang và những tín đồ của mình.
Thứ tư, theo tài liệu của Việt Nam Cộng hòa, tỷ lệ người Bắc di cư là người Thiên chúa giáo chiếm 76,3%. Theo số liệu của Hoa Kỳ, chỉ có 30% người Thiên chúa giáo ở Hà Nội di cư vào Nam mặc dù điều kiện di chuyển họ thuận lợi hơn nhiều những người ở Bùi Chu và Phát Diệm. Nhiều người cho rằng, điều này là do những người Thiên chúa giáo ở Hà Nội và Hải Phòng theo dân tộc chủ nghĩa, họ vui mừng trước sự thất bại của người Pháp. Đồng thời những người này có tri thức hơn nên các giám mục cũng khó thuyết phục họ hơn những người ở nông thôn.

## Tập kết ra Bắc
Sử liệu của Việt Nam Dân chủ Cộng hòa ghi nhận có 182.046 người di cư ra Bắc bằng phương tiện riêng, băng rừng Trường Sơn, hoặc đi trên các tàu của Ba Lan, Pháp và Liên Xô. Đa số những người tập kết ra Bắc là những cán bộ, quân đội kháng chiến của Việt Minh và gia đình của họ, hoặc cư dân có cảm tình với Việt Minh. Rất nhiều văn nghệ sĩ, thành viên Việt Minh hoặc Đảng viên Đảng Lao động Việt Nam cũng đi theo tập kết.
Có 5 đại đoàn 324, 325, 305, 330, 338 cùng một số đơn vị khác tập kết ra Bắc. Rất nhiều người sau này trở thành anh hùng trong chiến trận, hoặc những vị tướng, kỹ sư, bác sĩ, nhà khoa học nổi tiếng. Đa phần ở lại miền Bắc như người dân, hoặc công tác theo chính phủ yêu cầu; một phần quân số cùng con em của họ trở về miền Nam chiến đấu và là bộ phận của Quân đội Nhân dân Việt Nam. Sau 1975, phần lớn học sinh miền Nam trở về quê hương. Rất nhiều người đã trở thành cán bộ cấp cao của Đảng, các đoàn thể, trung ương, tướng lĩnh, giáo sư, nhà giáo nhân dân, nghệ sĩ nhân dân, anh hùng lực lượng vũ trang nhân dân...
Phủ Tổng ủy Di cư Tỵ nạn của Quốc gia Việt Nam ghi nhận có 4.358 người đi qua ngả chính phủ. Họ là những người vì vội vã đã bỏ vào Nam nay đổi ý muốn trở lại ra Bắc hay những người tin theo vận động của Việt Nam Dân chủ Cộng hoà tìm đường ra Bắc. Số người này được vận chuyển bằng đường thủy và hàng không của Pháp.

## Trong văn học và âm nhạc
Bài thơ Nhất định thắng (năm 1955) của nhà thơ Trần Dần có viết về cuộc di cư này cùng với sự đau đớn khi đất nước bị chia cắt Bắc Nam và lời kêu gọi đứng lên đòi hòa bình và thống nhất.
Câu hò bên bờ Hiền Lương là ca khúc cách mạng được nhạc sĩ Hoàng Hiệp sáng tác vào năm 1956 (và đặt lời cùng Đằng Giao) trong hoàn cảnh rất đặc biệt. Đây là bài hát ca ngợi quê hương đất nước Việt Nam và thể hiện được phần nào tình yêu quê hương đất nước của những người con xa quê trong hoàn cảnh đất nước bị chia cắt.
Năm 1955, nhạc sĩ Phạm Duy phổ nhạc bài thơ Thuyền viễn xứ của Huyền Chi và sau này là bài 1954 - 1975 nói lên tâm trạng của những người di cư.
Trong miền Nam, những bản nhạc Chuyến đò vĩ tuyến, Nắng đẹp Miền Nam, Nhạc rừng khuya và Đoàn người lữ thứ của nhạc sĩ Lam Phương, Ghé bến Sài Gòn của Văn Phụng, Hình ảnh quê xưa của Hoàng Trọng cũng nói về cuộc di cư này.